# Bruno Manser Fonds

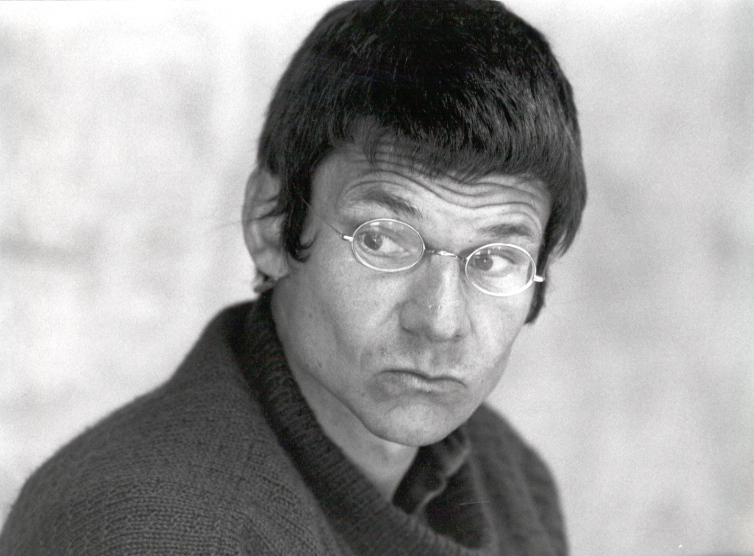
Bruno Manser (1993), der Gründer des gleichnamigen Fonds

Der Bruno Manser Fonds (BMF) wurde 1991 vom Schweizer Umweltaktivisten Bruno Manser in Basel gegründet.

## Geschichte und Hintergrund
Der Gründer des Bruno Manser Fonds lebte lange Zeit bei den Penan, einer indigenen Volksgruppe, in Sarawak, Malaysia. Aus diesem Grund engagiert sich der Fonds vor allem für diese Volksgruppe und den Regenwald im Gebiet Sarawak. Durch die illegale Abholzung des Regenwaldes wird die Natur, aber auch die Lebensgrundlage der Penan zerstört. Der Bruno Manser Fonds möchte genau dies verhindern. Schon in den späten 1980er Jahren kämpften die Penan mithilfe von Bruno Manser gegen die Abholzung. Durch Blockaden von Holzfällerstrassen versuchten sie die Holzkonzerne von dem Eindringen in den Regenwald aufzuhalten. Dies führte zu grosser internationaler Aufmerksamkeit, und einige Regenwaldgebiete konnten von der Abholzung bewahrt werden. Diese Aktionen missfielen den malaysischen Behörden. Bruno Manser kehrte 1990 in die Schweiz zurück. Um mehr internationale Aufmerksamkeit zu erlangen, gründete er im Jahre 1991 den Bruno Manser Fonds mit Sitz in Basel, Schweiz. Die Organisation des Fonds setzt sich aus einem 6-köpfigen ehrenamtlichen Vorstand, einem Team aus Angestellten und rund 4'000 Mitgliedern zusammen. Der Fonds wird durch Spenden, Stiftungen und Unternehmen finanziert.

## Projekte
Der BMF führt viele laufende Projekte aus, mit welchen der Regenwald geschützt und die Penan unterstützt werden.
- Indigene Landrechte:[1] Der BMF amtet als rechtlicher Beistand für die Penan und unterstützt das Einreichen von Landrechtsklagen durch lokale Anwälte zur Verhinderung der Abholzung des Regenwaldes.
- Kartierung der Penan-Regenwälder:[2] Ohne die Grenzen ihrer Territorien aufzuzeigen, können die Penan keine Anklage für das Recht auf ihr Land beim Gericht einreichen. Die Kartierung ist ausserdem wichtig für die Aufzeichnung der Kultur, Tradition und Geschichte. Der  Bruno Manser Fonds stattet die Penan mit dem nötigen Wissen und der technischen Ausrüstung aus, damit diese die erforderlichen Karten ihrer Territorien erstellen können.
- Empowerment:[3] Der Bruno Manser Fonds möchte, dass die Indigenen für ihre eigenen Interessen einstehen und ihr kulturelles Selbstbewusstsein stärken. Sie werden von der Gesellschaft oft marginalisiert, und ihnen wird nur limitierter Zugang zu staatlichen Dienstleistungen und infrastrukturellen Einrichtungen gewährt. Der BMF brachte sexuelle Übergriffe der Holzfäller an den Penan ans Licht. Zur Unterstützung und Stärkung der Penan hat der  Bruno Manser Fonds das Community-Empowerment-Projekt initiiert, dessen Hauptziel die Förderung der Selbstbestimmung der Penan ist. Dieses Ziel versucht der BMF durch die Stärkung ihrer Identität, die Aufklärung über ihre Rechte und Aktionsmöglichkeiten zu erreichen. Die Handlungsfähigkeit der Penan soll erhöht werden, und sie sollen selbstbewusst für ihre Anliegen und ihre Rechte gegenüber den Holzfirmen und Plantagenbesitzern sowie der malaysischen Gesellschaft einstehen.
- Erneuerbare Energie im Regenwald:[4] Mit Hilfe des BMF konnten sich die Penan erfolgreich gegen einen Staudamm am Baram wehren. Aus Untersuchungen mit der Bevölkerung und wissenschaftlichen Studien geht hervor, dass die Nutzung von kleinen Wasserkraftwerken und manchmal auch von Solarenergie die beste Lösung für eine bezahlbare und nachhaltige Energieversorgung der ländlichen Gebiete Sarawaks ist. Kleine Wasserkraftwerke haben grosses Potential, die nachhaltige Entwicklung eines Dorfes zu fördern, und werden deshalb vom BMF im Projektgebiet unterstützt. Der BMF kooperiert mit lokalen Partnern bei der Umsetzung solcher Energieprojekte.
- Wiederbewaldung:[5] Durch die Abholzung können sich viele Wälder nicht mehr von selbst regenerieren. In Zusammenarbeit mit dem BMF wurden vier Baumschulen aufgebaut, um viele Gebiete in Sarawak wieder zu bewalden.
- Vorschulen für die Penan:[6]: Die Kinder der Penan werden in Schulen unterrichtet, bei welchen die Lehrer kein Wissen über die Sprache und Kultur der Penan besitzen. Dadurch werden sie oft diskriminiert, und viele Kinder können sich gar nicht verständigen, da sie die malaiische Sprache nicht beherrschen. Aufgrund dieser Überforderung brechen viele Penan die Schule frühzeitig ab. Um dies zu verhindern, will der BMF Vorschulen für die Penan errichten. Der Fonds unterstützt die Penan dabei mit dem Bau von Schulen, mit Unterrichtsmaterial und der Finanzierung der Lehrpersonen.

## Kernthemen
Für die folgenden fünf Kernthemen setzt sich der Fonds besonders ein.
- Regenwald in Borneo:[7] Durch Blockaden konnte erfolgreich 4'400 Hektar Regenwald vor dem Abholzen bewahrt werden. Ausserdem unterstützt der  Bruno Manser Fonds notwendige rechtliche Schritte gegen die Ausbreitung von Palmölplantagen.
- Penan:[8] Das Abholzen des Regenwaldes zerstört die Lebensgrundlage der Penan, dagegen kämpfen sie bereits seit mehr als 30 Jahren. Mittlerweile müssen sie sich auch gegen den Bau von Staudämmen und Palmölplantagen wehren.
- Klima:[9] Die Abholzung des Regenwaldes sowie der Anbau von Palmölplantagen sind Ursachen des Klimawandels. Der  Bruno Manser Fonds setzt sich nicht nur gegen die Abholzung des Regenwaldes ein, sondern unterstützt auch die Wiederaufforstung. Der Fonds konnte den Bau des Baram-Staudamms verhindern, welcher viel Methan in die Atmosphäre abgegeben hätte. Die alternative Energiegewinnung ist stattdessen sehr wichtig.
- Menschen- und Indigenenrechte in Malaysia:[10] Malaysia hat bis heute die rechtlich verbindlichen UNO-Menschenrechts-Pakte nicht anerkannt. Viele Indigene werden diskriminiert, und die meisten Penan besitzen keine Identitätskarte, womit auch ihre politischen Rechte verhindert werden.
- Bewusster Konsum:[11] Aufgrund der Holzdeklaration ging der Kauf von Tropenholz stark zurück. Auch die Palmölplantagen und das Palmöl haben grosse Auswirkungen auf die Bevölkerung in Malaysia. Aus diesem Grund ist der Fonds gegen den Kauf von Palmöl.